# Typhula fruticum
Typhula fruticum är en svampart som beskrevs av P. Karst. 1889. Typhula fruticum ingår i släktet Typhula och familjen trådklubbor.   Inga underarter finns listade i Catalogue of Life.